# Chinese Super League (2020)
Rozgrywki 2020 były 17. sezonem w historii profesjonalnej Super League. Tytułu mistrzowskiego broniło Guangzhou Evergrande. W sezonie udział wzięło czternaście zespołów z poprzednich rozgrywek i dwie drużyny, które awansowały z China League One. Po sezonie z ligi spadły zespoły Shenzhen FC i Beijing Renhe. Mistrzostwo po raz pierwszy w historii zdobyła drużyna Jiangsu Suning.
Z powodu pandemii COVID-19 rozgrywki Super League rozpoczęły się z pięcio-miesięcznym opóźnieniem. By móc je przeprowadzić, zmodyfikowano kalendarz. Drużyny zostały podzielone na dwie grupy po osiem zespołów. Rozgrywki przeprowadzono systemem kołowym. Cztery najlepsze zespoły z każdej z grup awansowały do fazy mistrzowskiej, a pozostałe cztery – do fazy spadkowej. Tam drużyny mierzyły się ze sobą systemem play-off. Zwycięzca fazy mistrzowskiej został mistrzem kraju, natomiast najgorszy zespół fazy spadkowej spadał z ligi, a drugi najgorszy brał udział w barażach o utrzymanie z drugą drużyną China League One.

## Zespoły
| Uczestnicy poprzedniej edycji                                                                                 | Uczestnicy poprzedniej edycji | Uczestnicy poprzedniej edycji | Uczestnicy poprzedniej edycji |
| --- | ----------------------------- | ----------------------------- | ----------------------------- |
| GUO | Beijing Guo’an                |                               |                               |
| DLY | Dalian Yifang                 |                               |                               |
| CHL | Chongqing Lifan               |                               |                               |
| GZE | Guangzhou Evergrande          |                               |                               |
| GRF | Guangzhou R&F                 |                               |                               |
| HCF | Hebei China Fortune           |                               |                               |
| HEN | Henan Jianye                  |                               |                               |
| JIA | Jiangsu Suning                |                               |                               |
| SLT | Shandong Luneng Taishan       |                               |                               |
| SSH | Shanghai Shenhua              |                               |                               |
| SIP | Shanghai SIPG                 |                               |                               |
| SHE | Shenzhen FC                   |                               |                               |
| TED | Tianjin Teda                  |                               |                               |
| WZA | Wuhan Zall                    |                               |                               |
| Awans z China League One 2019                                                                                 |                               |                               |                               |
| QDH | Qingdao Huanghai              |                               |                               |
| SEB | Shijiazhuang Ever Bright      |                               |                               |
| Oznaczenia: - kolumna pierwsza – skróty nazw drużyn, - kolumna trzecia – miejsce zajęte w poprzednim sezonie. |                               |                               |                               |

## Tabela

### Grupa A
| Lp. | Drużyna                 | M  | Z  | R | P  | Bramki | Bramki | Różn. | Pkt | Uwagi                              | Bezpośrednio |
| --- | ----------------------- | -- | -- | - | -- | ------ | ------ | ----- | --- | ---------------------------------- | ------------ |
| 1   | Guangzhou Evergrande    | 14 | 11 | 1 | 2  | 31     | 12     | +19   | 34  | Kwalifikacja do fazy mistrzowskiej |              |
| 2   | Jiangsu Suning          | 14 | 7  | 5 | 2  | 23     | 15     | +8    | 26  | Kwalifikacja do fazy mistrzowskiej |              |
| 3   | Shandong Luneng Taishan | 14 | 7  | 3 | 4  | 19     | 11     | +8    | 24  | Kwalifikacja do fazy mistrzowskiej |              |
| 4   | Shanghai Shenhua        | 14 | 5  | 6 | 3  | 16     | 15     | +1    | 21  | Kwalifikacja do fazy mistrzowskiej |              |
| 5   | Shenzhen FC             | 14 | 5  | 2 | 7  | 20     | 20     | 0     | 17  | Kwalifikacja do fazy spadkowej     |              |
| 6   | Guangzhou R&F           | 14 | 4  | 3 | 7  | 14     | 28     | −14   | 15  | Kwalifikacja do fazy spadkowej     |              |
| 7   | Dalian Yifang           | 14 | 2  | 5 | 7  | 18     | 21     | −3    | 11  | Kwalifikacja do fazy spadkowej     |              |
| 8   | Henan Jianye            | 14 | 1  | 3 | 10 | 14     | 33     | −19   | 6   | Kwalifikacja do fazy spadkowej     |              |

### Grupa B
| Lp. | Drużyna                  | M  | Z  | R | P  | Bramki | Bramki | Różn. | Pkt | Uwagi                              | Bezpośrednio            |
| --- | ------------------------ | -- | -- | - | -- | ------ | ------ | ----- | --- | ---------------------------------- | ----------------------- |
| 1   | Shanghai SIPG            | 14 | 10 | 2 | 2  | 26     | 11     | +15   | 32  | Kwalifikacja do fazy mistrzowskiej |                         |
| 2   | Beijing Guo’an           | 14 | 8  | 4 | 2  | 36     | 19     | +17   | 28  | Kwalifikacja do fazy mistrzowskiej |                         |
| 3   | Chongqing Lifan          | 14 | 7  | 3 | 4  | 22     | 19     | +3    | 24  | Kwalifikacja do fazy mistrzowskiej | HCF 2-2 CHL CHL 3-1 HCF |
| 4   | Hebei China Fortune      | 14 | 7  | 3 | 4  | 25     | 23     | +2    | 24  | Kwalifikacja do fazy mistrzowskiej | HCF 2-2 CHL CHL 3-1 HCF |
| 5   | Wuhan Zall               | 14 | 5  | 2 | 7  | 16     | 16     | 0     | 17  | Kwalifikacja do fazy spadkowej     | WZA 2-1 SEB SEB 1-0 WZA |
| 6   | Shijiazhuang Ever Bright | 14 | 4  | 5 | 5  | 18     | 21     | −3    | 17  | Kwalifikacja do fazy spadkowej     | WZA 2-1 SEB SEB 1-0 WZA |
| 7   | Qingdao Huanghai         | 14 | 2  | 4 | 8  | 15     | 27     | −12   | 10  | Kwalifikacja do fazy spadkowej     |                         |
| 8   | Tianjin Teda             | 14 | 0  | 3 | 11 | 8      | 30     | −22   | 3   | Kwalifikacja do fazy spadkowej     |                         |

## Faza mistrzowska

### Ćwierćfinały
| Drużyna 1                            | Wynik dwumeczu | Drużyna 2            | Pierwszy mecz | Drugi mecz  |
| ------------------------------------ | -------------- | -------------------- | ------------- | ----------- |
| Hebei China Fortune                  | 1:8            | Guangzhou Evergrande | 1:3           | 0:5         |
| Shandong Luneng Taishan              | 3:4            | Beijing Guo’an       | 2:2           | 1:2         |
| Shanghai Shenhua                     | 1:1 (k. 4:5)   | Shanghai SIPG        | 0:0           | 1:1 (dogr.) |
| Chongqing Lifan                      | 3:3            | Jiangsu Suning       | 1:1           | 0:1         |
| Po lewej gospodarz pierwszego meczu. |                |                      |               |             |

### Półfinały
| Drużyna 1                            | Wynik dwumeczu | Drużyna 2            | Pierwszy mecz | Drugi mecz  |
| ------------------------------------ | -------------- | -------------------- | ------------- | ----------- |
| Beijing Guo’an                       | 1:3            | Guangzhou Evergrande | 0:0           | 1:3         |
| Jiangsu Suning                       | 2:3            | Shanghai SIPG        | 1:1           | 1:2 (dogr.) |
| Po lewej gospodarz pierwszego meczu. |                |                      |               |             |

### Finał
| Drużyna 1                            | Wynik dwumeczu | Drużyna 2            | Pierwszy mecz | Drugi mecz |
| ------------------------------------ | -------------- | -------------------- | ------------- | ---------- |
| Jiangsu Suning                       | 2:1            | Guangzhou Evergrande | 0:0           | 2:1        |
| Po lewej gospodarz pierwszego meczu. |                |                      |               |            |

Dwumecz o 3. miejsce
| Drużyna 1                            | Wynik dwumeczu | Drużyna 2      | Pierwszy mecz | Drugi mecz |
| ------------------------------------ | -------------- | -------------- | ------------- | ---------- |
| Shanghai SIPG                        | 2:3            | Beijing Guo’an | 1:2           | 1:1        |
| Po lewej gospodarz pierwszego meczu. |                |                |               |            |

### Półfinały miejsc 5–8
| Drużyna 1                            | Wynik dwumeczu | Drużyna 2               | Pierwszy mecz | Drugi mecz  |
| ------------------------------------ | -------------- | ----------------------- | ------------- | ----------- |
| Hebei China Fortune                  | 5:8            | Shandong Luneng Taishan | 2:2           | 3:6 (dogr.) |
| Shanghai Shenhua                     | 3:3 (k. 9:10)  | Chongqing Lifan         | 3:1           | 0:2 (dogr.) |
| Po lewej gospodarz pierwszego meczu. |                |                         |               |             |

Dwumecz o 5. miejsce
| Drużyna 1                            | Wynik dwumeczu | Drużyna 2               | Pierwszy mecz | Drugi mecz  |
| ------------------------------------ | -------------- | ----------------------- | ------------- | ----------- |
| Chongqing Lifan                      | 5:5 (k. 3:4)   | Shandong Luneng Taishan | 4:3           | 1:2 (dogr.) |
| Po lewej gospodarz pierwszego meczu. |                |                         |               |             |

Dwumecz o 7. miejsce
| Drużyna 1                            | Wynik dwumeczu | Drużyna 2           | Pierwszy mecz | Drugi mecz |
| ------------------------------------ | -------------- | ------------------- | ------------- | ---------- |
| Shanghai Shenhua                     | 5:1            | Hebei China Fortune | 4:1           | 1:0        |
| Po lewej gospodarz pierwszego meczu. |                |                     |               |            |

Źródło: RSSSF

## Faza spadkowa

### Ćwierćfinały
| Drużyna 1                            | Wynik dwumeczu | Drużyna 2                | Pierwszy mecz | Drugi mecz |
| ------------------------------------ | -------------- | ------------------------ | ------------- | ---------- |
| Tianjin Teda                         | 3:1            | Shenzhen FC              | 2:0           | 1:1        |
| Dalian Yifang                        | 3:2            | Shijiazhuang Ever Bright | 1:2           | 2:0        |
| Henan Jianye                         | 2:1            | Wuhan Zall               | 1:0           | 1:1        |
| Qingdao Huanghai                     | 1:2            | Guangzhou R&F            | 0:0           | 1:2        |
| Po lewej gospodarz pierwszego meczu. |                |                          |               |            |

### Półfinały miejsc 9–12
| Drużyna 1                            | Wynik dwumeczu | Drużyna 2    | Pierwszy mecz | Drugi mecz |
| ------------------------------------ | -------------- | ------------ | ------------- | ---------- |
| Dalian Yifang                        | 2:3            | Tianjin Teda | 0:2           | 2:1        |
| Guangzhou R&F                        | 3:5            | Henan Jianye | 1:2           | 2:3        |
| Po lewej gospodarz pierwszego meczu. |                |              |               |            |

Dwumecz o 9. miejsce
| Drużyna 1                            | Wynik dwumeczu | Drużyna 2    | Pierwszy mecz | Drugi mecz  |
| ------------------------------------ | -------------- | ------------ | ------------- | ----------- |
| Henan Jianye                         | 1:2            | Tianjin Teda | 0:0           | 1:2 (dogr.) |
| Po lewej gospodarz pierwszego meczu. |                |              |               |             |

Dwumecz o 11. miejsce
| Drużyna 1                            | Wynik dwumeczu | Drużyna 2     | Pierwszy mecz | Drugi mecz  |
| ------------------------------------ | -------------- | ------------- | ------------- | ----------- |
| Guangzhou R&F                        | 4:3            | Dalian Yifang | 0:3           | 4:0 (dogr.) |
| Po lewej gospodarz pierwszego meczu. |                |               |               |             |

### Półfinały miejsc 13–16
| Drużyna 1                            | Wynik dwumeczu | Drużyna 2                | Pierwszy mecz | Drugi mecz  |
| ------------------------------------ | -------------- | ------------------------ | ------------- | ----------- |
| Shenzhen FC                          | 3:1            | Shijiazhuang Ever Bright | 1:0           | 2:2         |
| Wuhan Zall                           | 3:3 (k. 4:5)   | Qingdao Huanghai         | 2:1           | 1:2 (dogr.) |
| Po lewej gospodarz pierwszego meczu. |                |                          |               |             |

Dwumecz o 13. miejsce
| Drużyna 1                            | Wynik dwumeczu | Drużyna 2   | Pierwszy mecz | Drugi mecz  |
| ------------------------------------ | -------------- | ----------- | ------------- | ----------- |
| Qingdao Huanghai                     | 1:2            | Shenzhen FC | 0:0           | 1:2 (dogr.) |
| Po lewej gospodarz pierwszego meczu. |                |             |               |             |

Dwumecz o 15. miejsce
| Drużyna 1                            | Wynik dwumeczu | Drużyna 2                | Pierwszy mecz | Drugi mecz |
| ------------------------------------ | -------------- | ------------------------ | ------------- | ---------- |
| Wuhan Zall                           | 4:3            | Shijiazhuang Ever Bright | 0:0           | 2:1        |
| Po lewej gospodarz pierwszego meczu. |                |                          |               |            |

### Baraż o utrzymanie
| Drużyna 1                            | Wynik dwumeczu | Drużyna 2  | Pierwszy mecz | Drugi mecz |
| ------------------------------------ | -------------- | ---------- | ------------- | ---------- |
| Zhejiang Energy Greentown            | 2:3            | Wuhan Zall | 2:2           | 0:1        |
| Po lewej gospodarz pierwszego meczu. |                |            |               |            |

Zwycięzcą baraży o grę w CSL został klub Wuhan Zall. W lutym 2021 roku drużynę Jiangsu Suning rozwiązano, a formalny spadkowicz – Shijiazhuang Ever Bright przeniósł się do miasta Cangzhou i zmienił nazwę na Cangzhou Mighty Lions, pozostając w Super League.
Źródło: RSSSF

## Udział w Azjatyckiej Lidze Mistrzów
Do 2. rundy kwalifikacyjnej Ligi Mistrzów AFC dostał się zespół Shanghai SIPG. W fazie grupowej wystąpiły drużyny: Beijing Guo’an oraz Guangzhou Evergrande.

## Najlepsi strzelcy
| Poz. | Zawodnik             | Zespół               | Bramki |
| ---- | -------------------- | -------------------- | ------ |
| 1    | Cédric Bakambu       | Beijing Guo’an       | 11     |
| 1    | Marcão               | Hebei FC             | 11     |
| 3    | Salomón Rondón       | Dalian Yifang        | 9      |
| 3    | Paulinho             | Guangzhou Evergrande | 9      |
| 5    | Éder Citadin Martins | Jiangsu Suning       | 8      |
| 5    | John Mary            | Shenzhen FC          | 8      |
| 7    | Alex Teixeira        | Jiangsu Suning       | 7      |
| 7    | Alan Kardec          | Chongqing Lifan      | 7      |
| 7    | Romain Alessandrini  | Qingdao Huanghai     | 7      |
| 7    | Marko Arnautović     | Shanghai SIPG        | 7      |

Źródło: